# Andrew Lawrence-King
Andrew Lawrence-King (3 septembre 1959) est un harpiste et chef d'orchestre de Guernesey, connu pour son travail dans la musique ancienne.

## Carrière
Lawrence-King bénéficie d’une bourse d'orgue du Selwyn College, Cambridge à la suite son travail de chef de choriste à la Cathédrale et l'Église paroissiale de St Peter Port Guernsey,. Après l'acquisition d'une harpe ancienne, Lawrence-King apprend en autodidacte les techniques d’interprétation de la harpe, privilégiant l'improvisation. Après Selwyn, il fréquente la London Early Music Centre, avant de jouer en continuo avec divers groupes au sein de l'Europe et en tant que harpe solo avec l'ensemble Hespèrion XX de Jordi Savall. En plus de son travail avec d'autres ensembles, Lawrence-King fonde Tragicomedia qu'il codirige entre 1988 et 1994, année où il fonde The Harp Consort, qui joue dans le monde entier et publie des disques chez Harmonia Mundi.
Lawrence-King intervient en tant que chef d'orchestre avec un certain nombre d'ensembles, notamment lors du 400e anniversaire du premier opéra au Getty Center à Los Angeles (2001). Il a été chercheur invité de l'Australian Research Council Centre of Excellence for the History of Emotions, pour étudier, en tant que professeur de harpe et de continuo à l'Akademie für Alte Musik de Brême,, et aux côtés de la professeure Jane Davidson de l'Université d'Australie-Occidentale, les coutumes d'interprétation de l'opéra baroque du XVIIe siècle.

## Distinctions et honneurs
En 1992, il reçoit le prix Erwin Bodky de la Cambridge Society for Early Music (Massachusetts). En 1996, son enregistrement d’Alcina lui vaut le prix de l’American Handel Society. En 1997, l'Association de musicologie américaine lui décerne le prix Noah Greenberg. En 1998, il remporte le prix ECHO Klassik pour le meilleur Enregistrement de Musique Ancienne.

## Discographie (partielle)
- Un Festival Baroque. Musique de Haendel, Purcell, Pachelbel, Bach. En tant que membre des Taverner Players, avec Elizabeth Wallfisch (violon) et Jakob Lindberg (archiluth), et le Taverner Consort (SATB : Emily Van Evera, Caroline Trevor, Rufus Miller, Simon Grant), dir. Andrew Parrott (Abbey Road no 1, avril-juin 1987, Virgin "Veritas" 7243-5-61304-2-5 / EMI)
- Luz y Norte
- La Harpe Royale : Portraits musicaux, danses et lamentations de la cour de Louis XIV. Harpe Solo (23-25 janvier 1996, DHM 05472 77371 2) (OCLC 36161970)
- Amer Ballades : poème sur des mélodies médiévales - Avec Paul Hillier (Harmonia Mundi HMU 908204)
- Distant Love : Chansons de Jaufré Rudel et Martin Codax (Harmonia Mundi HMU 907203)
- Il Zazzerino : Musique de Jacopo Peri (HMU 907234)
- ¡Jacaras! : musique pour guitare de Santiago de Murcia (Harmonia Mundi HMU 907212).
- Pavaniglia : Danses et madrigaux du XVIIe siècle italien (Harmonia Mundi HMU 907246)
- English Country Dances : publications du XVIIe siècle de John Playford (Harmonia Mundi HCX 3957186.
- Chansons des troubadours Français (Harmonia Mundi HCX 3957184)
- Danses de la Renaissance italienne, volume 1 (Harmonia Mundi HCX 3957159)